# Herb gminy Suszec
Herb gminy Suszec – jeden z symboli gminy Suszec, ustanowiony 10 maja 1994. Obecna wersja obowiązuje od 13 sierpnia 2018.

## Wygląd i symbolika
Herb przedstawia na tarczy koloru błękitnego w centralnej części złote bezlistne drzewo suche na zielonym wzgórzu. Jest to wizerunek obowiązujący na pieczęciach gminy od XVIII wieku. Obecny herb niewiele różni się od wersji z 1994, doszło jedynie do zmian kosmetycznych, uwzględniających zasady heraldyki. 